# 1770 en littérature
| Années de la littérature : 1767 - 1768 - 1769 - 1770 - 1771 - 1772 - 1773    |
| Décennies de la littérature : 1740 - 1750 - 1760 - 1770 - 1780 - 1790 - 1800 |

Cet article présente les faits marquants de l'année 1770 en littérature.

## Événements
- 1er février : un incendie ravage la propriété familiale de Thomas Jefferson à Shadwell (Virginie) ; l'essentiel de ses papiers personnels et des livres de sa bibliothèque sont détruits[1].
- 6 février : lettre de Voltaire à l’abbé Le Riche. Une citation apocryphe « Monsieur l'abbé, je déteste ce que vous écrivez, mais je donnerai ma vie pour que vous puissiez continuer à écrire » n’y figure pas, ni même l’idée. Elle figure dans un commentaire de la britannique Evelyn Hall dans son ouvrage The Life of Voltaire publiée en 1903[2].

- 12 mars (1er mars du calendrier julien) : fondation à Saint-Pétersbourg du Club Anglais (ru), premier club aristocratique de Russie, à l’initiative de marchands occidentaux[3]. Celui de Moscou est mentionné pour la première fois le 6 juin 1772[4].

- Avant le 15 octobre : rencontre imprévue de Goethe et de Herder à Strasbourg[5], généralement considérée comme point de départ du Sturm und Drang (en allemand, « tempête et assaut »), mouvement littéraire allemand né en réaction contre l’importance excessive accordée par les Lumières à l’esprit, à la raison et à l’universalité de la civilisation[6].
- 3 décembre : ouverture au public de la Bibliothèque de la Sorbonne[7].

## Parutions
- 23 avril : Edmund Burke, Thoughts on the Cause of the Present Discontents, London, L. Dodsley, 1770 (présentation en ligne) (« Considérations sur la cause des mécontentements actuels »), pamphlet[8].

- 26 août : Loménie de Brienne publie un Avertissements du clergé de France aux fidèles du royaume sur les dangers de l’incrédulité, Toulouse, De l'imprimerie de la veuve de Me B. Pijon, 1770 (présentation en ligne), dirigé contre les Lumières à la suite de la publication dans son diocèse au début de l’année de l’ouvrage de Joseph Audra, Histoire générale à l’usage des collèges : depuis Charlemagne jusqu’à nos jours, Toulouse, Joseph Dalles et Vitrac, 1770, un abrégé de l’Essai sur les mœurs de Voltaire. l’affaire s’apaise après la mort de l’abbé Audra en octobre[9].

- Emmanuel Kant, De mundi sensibilis atque intelligibilis forma et principiis, Königsberg, Johann Jakob Kanter, 1770 (« De la forme et des principes du monde sensible et du monde intelligible»), dite Dissertation de 1770.
- Paul Henri Thiry d'Holbach, Système de la nature : Ou des loix du monde physique & du monde moral, vol. 1, Londres (Amsterdam), Jacques-André Naigeon, 1770 (présentation en ligne), publié sous le pseudonyme de Jean-Baptiste de Mirabaud, en deux volumes.
- Guillaume-Thomas Raynal, Histoire philosophique et politique des établissements et du commerce des Européens dans les deux Indes, Amsterdam, 1770 (présentation en ligne), anonyme, ouvrage anticolonialiste et antiesclavagiste, en six volumes[10]. La deuxième édition de l’ouvrage est condamnée le 19 décembre 1772 par arrêt du Conseil et mis à l'Index en 1775 ; une édition augmentée en 1780 contrait Raynal à l’exil.

- Oliver Goldsmith, The Deserted Village (en), London, W. Griffin, 1770 (présentation en ligne), poème pastoral.

- 1770-1790 : Jean-Baptiste Grosson, notaire royal et érudit publie annuellement chez Jean Mossy l’Almanach historique de Marseille[11].

## Naissances
- 20 mars : Friedrich Hölderlin, poète et philosophe allemand († 7 juin 1843).
- 28 août : Johann Karl Simon Morgenstern, philologue et théoricien littéraire allemand († 3 septembre 1852).

## Décès
- 21 juillet : Charlotta Frölich, écrivaine et historienne suédoise (° 28 novembre 1698).
- 24 août : Thomas Chatterton, par suicide à 17 ans